# Henry Lucien de Vries
Henry Lucien de Vries (Paramaribo, 12 de diciembre de 1909-Leiden, 6 de abril de 1987) fue un político y empresario surinamés, con una trayectoria en asuntos de gobierno de Surinam.

## Biografía
Su padre, Henry Juriaan de Vries, en 1903 comenzó una pequeña tienda de alimentos en Paramaribo. Cuando Henry Lucien «Hein» de Vries tenía 7 años su madre murió y su padre en 1921 lo naturalizó ciudadano neerlandés. El artista Erwin de Vries es medio hermano de Harry. Hein de Vries estudió economía en la Escuela de Economía Neerlandesa —NEH, precursora de la Universidad Erasmus— en Róterdam y Derecho en la Universidad de Ámsterdam. También se recibió de oficial en la Real Academia Militar de Sandhurst.
Antes de la Segunda Guerra Mundial, trabajó varios años en la tienda de su padre. Durante la guerra fue un oficial de la Brigada de la Princesa Irene. El 11 de junio de 1945 se casó con Käthe Peters en Leeuwarden, con quien tuvo dos hijos.
En 1946 se incorporó al Banco de Surinam, entonces el banco emisor de Surinam, donde se convirtió en un miembro de la junta. En 1947 sucedió a Frederik Lim A Po como presidente del Estado de Surinam. En 1948, Surinam introdujo el sufragio universal y después de las primeras elecciones generales realizadas en mayo de 1949, Gerard van der Schroeff fue elegido presidente del Estado de Surinam. Ese mismo año De Vries fue nombrado representante de asuntos de Surinam en los Países Bajos, cargo en el que permanecería hasta 1961. En 1957 su padre fue gobernador interino de Surinam.
En 1961 se incorporó a la compañía de bauxita Suralco donde desde abril de 1962 a febrero de 1965 fue director general.
A los 75 años de edad, Archibald Currie a petición propia en 1964 fue designado como gobernador honorario de Surinam después de que François Haverschmidt juró como gobernador interino. En febrero de 1965, De Vries lo sucedió como gobernador. Más de tres años más tarde, Johan Ferrier tomó el cargo.
- Datos: Q2162598
- Multimedia: Henry Lucien de Vries / Q2162598